# Интер (футбольный клуб, Братислава)

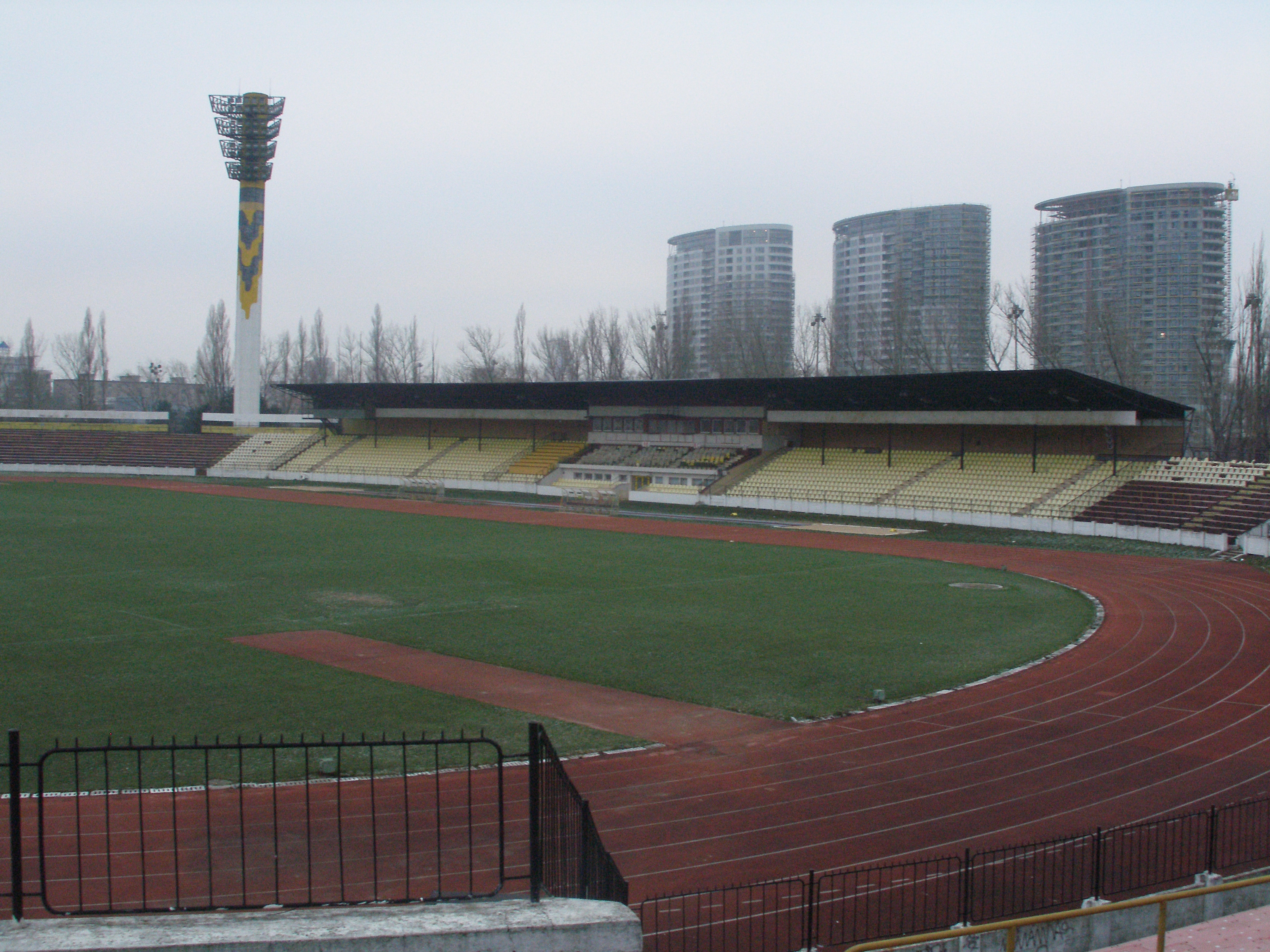
Стадион «Пасиенки» в Братиславе — домашний стадион клуба

«И́нтер» — словацкий футбольный клуб, представляющий столицу страны Братиславу. На данный момент играет во второй по силе словацкой футбольной лиге.

## История
Домашние матчи проводит на стадионе «Пасиенки». Клуб является двукратным чемпионом Словакии, и шестикратным обладателем национального Кубка, кроме того Интер дважды побеждал в Кубке Интертото. По результатам сезона 2006/07 клуб вылетел во второй по силе дивизион чемпионата Словакии.
В 2009 году клуб объединился с «Сеницею» в пользу последней; игроки разошлись по разным клубам. В 2010 году «Интер» был восстановлен и теперь он выступает в четвёртом по силе дивизионе.

## Достижения
- Чемпион Чехословакии (1): 1958/59
- Чемпион Словакии (2): 1999/00, 2000/01
- Обладатель Кубка Словакии (6): 1984, 1988, 1990, 1995, 2000, 2001
- Обладатель Суперкубка Словакии (1): 1995
- Обладатель Кубка Интертото (2): 1963, 1964